# Eriksen-flankertaak
De Eriksen flankertaak (ook wel kortweg Eriksen-taak of flankertaak) is een reactietaak die ontworpen is door Barbara Eriksen en Charles Eriksen, om het vermogen tot selectief richten van de visuele aandacht op een centrale ruimtelijke positie te meten. 

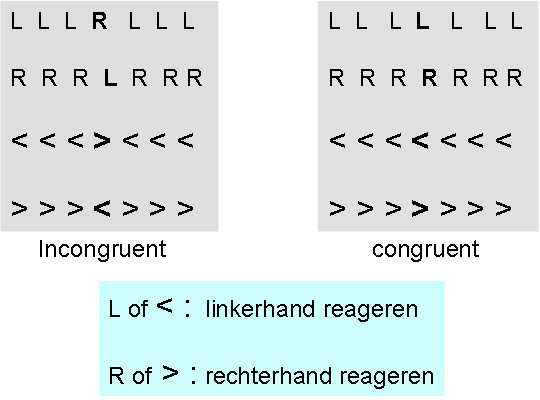
Voorbeeld van incongruente stimuli (links) en congruente stimuli (rechts) in de Eriksen flankertaak. Er moet met de linker- of rechterhand op de centrale letter of figuur worden gereageerd

## Taakkenmerken en belangrijkste vondsten
In de flankertaak wordt een centraal aangeboden letter of figuur geflankeerd een rij van letters of tekens die hiermee congruent of incongruent zijn.  Deze letter of figuur is daarbij verbonden met een reactie van de linker- of rechterhand. Meestal worden reacties op congruente en incongruente trials ook nog vergeleken met die in een categorie neutrale trials. Hierbij worden als flankers neutrale stimuli (bijvoorbeeld de letters x of een ? teken) gebruikt. De reactietijden blijken doorgaans langer bij incongruente dan bij congruente of neutrale trials. Langere reactietijden bij incongruente stimuluspatronen kunnen een gevolg zijn interferentie (of distractie) door de flankerende letters of tekens. Hoewel deze in de periferie van het gezichtsveld worden aangeboden (en daardoor minder scherp door het oog worden waargenomen dan de centrale letters of tekens die naar de fovea projecteren) worden ze blijkbaar toch door het brein verwerkt. Men zou ook kunnen stellen dat de flankerstimuli door het aandachtsfilter heen 'drukken', en automatisch de motorstructuren en spieren die met de verkeerde hand zijn verbonden activeren. Dit blijkt uit de bevinding dat op incongruente trials waarbij de  proefpersoon met de juiste hand reageert, toch vaak spieractiviteit kan worden gemeten in de spieren van de  'verkeerde' hand. Ook wordt motorische activiteit gevonden in het deel van de motorische schors dat met de verkeerde hand is geassocieerd.  Het overwinnen van deze responscompetitie kost kennelijk extra tijd, die bij de normale reactietijd wordt opgeteld. 

## Respons-competitie en ERPs.
De flankertaak is ten slotte ook veelvuldig toegepast in combinatie met  event-related potentials (ERPs). Daarbij blijken incongruente trials een negatieve ERP component op te roepen die aangeduid wordt als  Error-related negativity (ERN/Ne). Er zijn duidelijke aanwijzingen, mede gebaseerd op onderzoek met functionale MRI (fMRI) dat deze component gegenereerd wordt door structuren in de cortex cingularis anterior van de hersenen. Dit gebied blijkt grotere activiteit te vertonen als reacties op stimuli gepaard gaan met responsconflict of het maken van fouten. Kennelijk wordt in de Eriksen taak ook een dergelijk  responsconflict mechanisme aangesproken 